# اچ‌ام‌اس گایت (۱۷۹۷)
اچ‌ام‌اس گایت (۱۷۹۷) (به انگلیسی: HMS Gaiete (1797)) یک کشتی بود.